# Нищинский, Пётр Иванович
Пётр Ива́нович Нищи́нский (укр. Петро Іванович Нищинський, писал также под псевдонимом Петро Байда; 21 сентября (нов. стиль) 1832, с. Неменка, сейчас — Винницкой обл. — 4 марта 1896) — украинский писатель и композитор.

## Биография
Учился в Киево-Софийском (1842) и Киево-Подольском (1844—1845) духовных училищах. С 1850 г. — певчий в церковном хоре в Афинах; окончил богословский и филологический факультеты Афинского университета, получил степень магистра. В 1857 г. вернулся на родину, с 1860 г. жил в Одессе.
Ему принадлежат разные труды на греческом языке (перевод на древнегреческий «Слова о полку Игореве» (1879), грамматика и др.), перевод на украинский язык «Одиссеи» (Львов, 1885), «Илиады» (не окончен) и «Антигоны» Софокла (Одесса, 1883). За перевод «Одиссеи» на украинский язык, который был запрещён цензурой (Эмсский указ), был обвинён в «незнании греческого языка» и переведен с понижением в Бердянск, за публикацию «Одиссеи» во Львове (то есть в Австро-Венгрии) — уволен с работы.
Главные музыкальные композиции Нищинского: думы «Казак Софрон», «Про Байду» и «Вечерницы» (для соло, хора и оркестра), из неоконченной оперы «Назар Стодоля».